# Mužská záležitost
Mužská záležitost (v originále Une affaire d'hommes) je francouzský hraný film z roku 1981, který režíroval Nicolas Ribowski. Snímek měl světovou premiéru dne 10. listopadu 1981.

## Děj
Detektivní příběh je zasazený do cyklistického klubu v Longchamp.
Vrah v Paříži zabil již tři ženy. Manželka Louise Fagueta, bohatého podnikatele a amatérského cyklisty, je čtvrtou obětí.
Vyšetřováním je pověřen přímo divizní komisař  Servolle, rovněž amatérský cyklista a Faguetův přítel. Ale jeho přátelské vazby vedou k tomu, že je z případu stažen ve prospěch svého zástupce Ensora.

## Obsazení
| Claude Brasseur        | divizní komisař Servolle         |
| Jean-Louis Trintignant | Louis Faguet                     |
| Jean-Paul Roussillon   | soudce Dauzat                    |
| Jean Carmet            | pan Kreps                        |
| Patrice Kerbrat        | Ensor                            |
| Éva Darlan             | Solange Servolle                 |
| Béatrice Camurat       | Lalie, milenka Louise Fagueta    |
| Jean-Pierre Bernard    | Jean                             |
| Peter Bonke            | Franck                           |
| Alain Claessens        | advokát Jean-Pierre              |
| Greg Germain           | malíř Dji                        |
| Jacques Giraud         | instalatér Roland                |
| Élisabeth Huppert      | Sylvia Faguet, Louisova žena     |
| Serge Sauvion          | policejní inspektor Le Glohennec |
| Roland Giraud          | policejní inspektor              |
| Noëlle Châtelet        | socioložka                       |
| Jean Le Mouël          | truhlář Henri                    |

## Ocenění
- César: nominace na nejlepší filmový debut (Nicolas Ribowski)